# 西斯蒙多堡

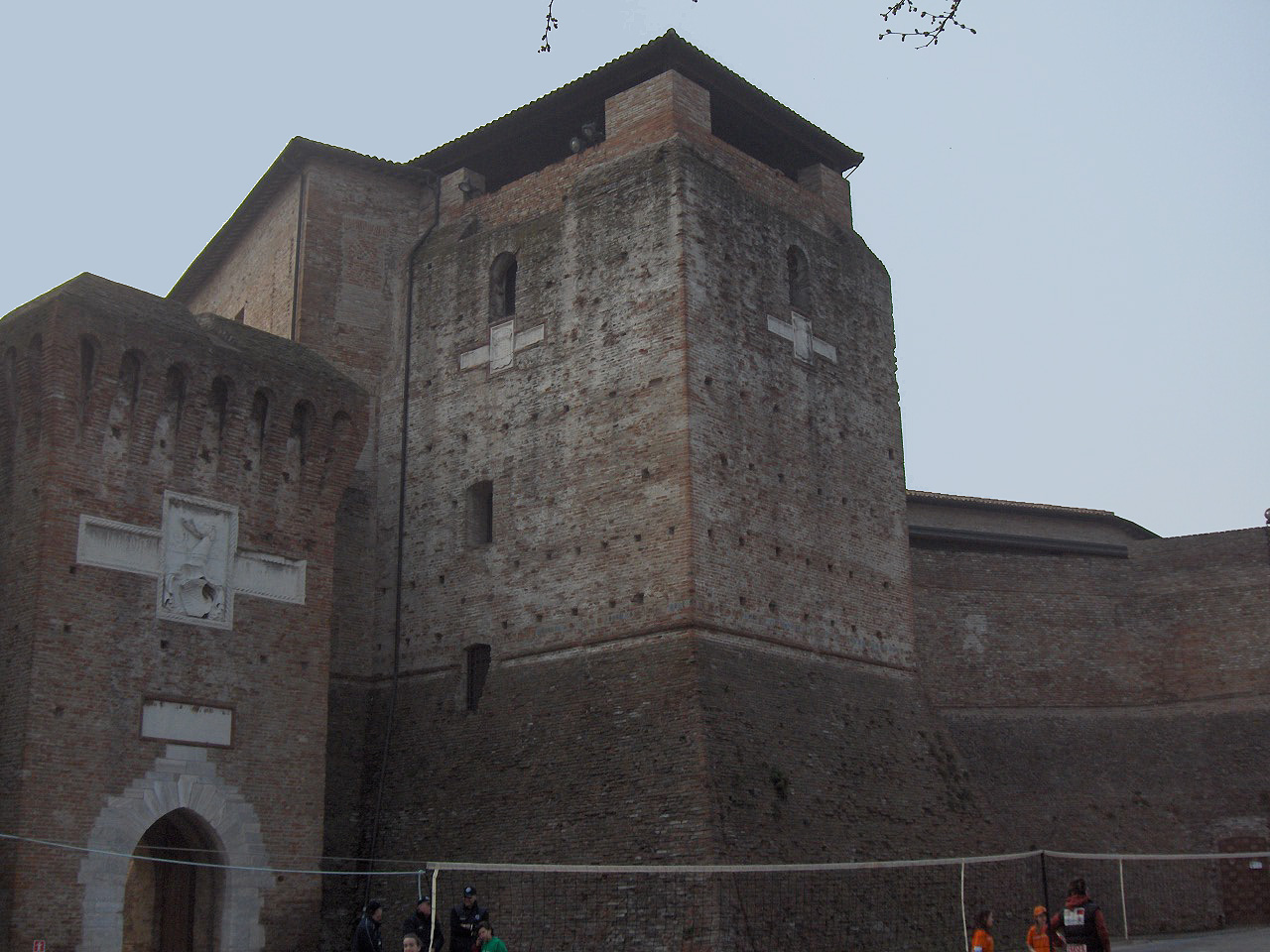
西斯蒙多堡

西斯蒙多堡（Castel Sismondo）是意大利北部罗马涅地区里米尼的一座城堡。

## 历史
城堡由里米尼领主西吉斯蒙多·潘多爾弗·馬拉泰斯塔本人设计，始建于1437年3月20日，但只有中心部分仍然存在。建设工程持续大约15年。
该城堡原来环绕护城河，大门上有馬拉泰斯塔家族的纹章符号。墙壁很厚，足以承受那个时期的新式火炮。
1821年城堡变成兵营。五年后，外墙被拆毁，护城河被填。城堡荒废一段时期后，现在用于文化展览。